# Jorge Miramón
Jorge Miramón Santagertrudis (Zaragoza, 2 juni 1989) is een Spaans betaald voetballer die doorgaans speelt als rechtsback of middenvelder. Hij stapte in juli 2019 transfervrij over van SD Huesca naar UD Levante.